# Deriana
Deriana ou Daryanah (Árabe: دريانة) é uma cidade no distrito de Benghazi, na região da Cirenaica, no nordeste da Líbia. Ele está localizado a 32 km a leste de Benghazi. O nome da cidade provavelmente veio da antiga cidade romana Adrianópolis (grego antigo: Ἁδριανούπολις), também conhecida como Adriana (grego antigo: Ἀδριανή), que estava localizada perto da atual Deriana.
Devido à falta de evidências arqueológicas em Deriana, Gareth Angelbeck, um arqueólogo sul-africano, sugere que a cidade de Adriano estava localizada no sítio arqueológico mais promissor de Wadi Jawbiyah, a poucos quilómetros de Deriana para o interior.